# Leucania umbrigera
Leucania umbrigera är en fjärilsart som beskrevs av Saalmüller 1891. Leucania umbrigera ingår i släktet Leucania och familjen nattflyn. Inga underarter finns listade i Catalogue of Life.